# Душан Мандић
Душан Мандић (Котор, 16. јун 1994) српски је ватерполиста. Био је олимпијски, светски и европски шампион, као и освајач Лиге шампиона. Тренутно наступа за Ференцварош.
Са три златне олимпијске медаље и једном бронзаном, Мандић је најтрофејнији српски олимпијац.

## Каријера
Млади Которанин каријеру је градио кроз три клуба. Ватерполо је почео да тренира у Приморцу из Котора, а наставио 2010. године у Партизану. За његов долазак у Партизан и развој као играча велику улогу имао је Игор Милановић тадашњи тренер Партизана. Са Партизаном је за пет година био шампион Србије и освајач Купа, као и победник Евролиге. 2015. Партизан више није могао да задржи младог ватерполисту који је каријеру наставио у италијанском Про Реку. Са Реком је био шампион Италије, Евролиге, а сарадња клуба и српског ватерполисте трајала је до 2021. године. Мандић је у јуну 2021. на финалном турниру Лиге шампиона у Београду освојио титулу првака Европе и проглашен за најбољег играча турнира. После освојене титуле са Про Реком прешао је у Нови Београд.

## Репрезентација
Иако је рођен у Котору и играо за млађе селекције Црне Горе, преласком у Партизан Душан Мандић је одлучио се да игра за репрезентацију Србије. За национални тим дебитовао је на Олимпијским играма 2012. и од тада није прескочио ниједно велико такмичење репрезентације. До сада је одиграо 200 утакмица и постигао 289 голова.

### Олимпијске игре
Деби за Србију имао је у Лондону 2012. где је освојио бронзу, али и показао да је један од вредних ученика Партизанове школе. Четири године касније заиграо је и у Рију где је финални сусрет одиграо са упалом уха, али упркос томе успео да помогне саиграчима на путу до историјског злата са четири гола у финалу.

### Светско првенство
Пропустио је Барселону 2013, али је у Казању 2015. заблистао. Одличан је био током целог турнира и финалног дана за своје прво злато са светског такмичења. У Барселони 2017. био је члан бронзаног тима. док је 2019. био пети са подмлађеном селекцијом Србије у Гванжуу, али и члан идеалног тима.

### Европско првенство
Од Будимпеште 2014. до Будимпеште 2020. Мандић је освојио три злата на такмичењима Европе. На дебитантском наступу 2014. забележио је осам голова, а велики удео у освајању злата имао је и у Београду 2016. и Барселони 2018. На последњем првенству одржаном у престоници Мађарске Србија је била пета, а Мандић постигао 16 голова.

### Остала такмичења
Након Европског шампионата 2014. као капитен је предводио тим који је тријумфом завршио Светски куп у Алматију. Поред овог злата, са Светског купа носи и бронзу из 2018. године. Исте године стигао је до злата на Медитеранским играма. Злато у Светској лиги освајао је четири пута, а 2015. на завршном турниру у Бергаму проглашен је за најкориснијег играча.
Са јуниорском репрезентацијом Србије освојио је златну медаљу на Светском јуниорском првенству у ватерполу 2011. у Волосу.

### Признања и награде
- Олимпијски комитет Србије му је 2012. године доделио награду за најбољег младог спортисту.
- Године 2016. митрополит Амфилохије га је одликовао Златним ликом светог Петра Другог Ловћенског Тајновидца.[5]
- Године 2018. постао је заштитно лице Уника осигурања.[6]
- Године 2024. проглашен за најбољег ватерполисту у 2024. годину према избору Светске акватике.[7]

## Клупски трофеји
- ЛЕН Лига шампиона 2010/11. -  Шампион са Партизаном, 2020/21. -  Шампион са Про Реком
- Суперкуп Европе 2011/12. - Победник са Партизаном
- Суперкуп Европе 2015/16. - Победник са Про Реком
- Првенство Србије 2010/11, 2011/12. и 2014/15. -  Шампион са Партизаном
- Куп Србије 2010/11. и 2011/12. Победник са Партизаном
- Еуроинтер лига 2010/11. Победник са Партизаном
- Првенство Италије 2015/16, 2016/17, 2017/18. и 2018/19. -  Шампион са Про Реком
- Куп Италије 2015/16, 2016/17, 2017/18, 2018/19. и 2020/21. - Победник са Про Реком

## Лични живот
У браку, отац двоје деце.